# Bình chữa cháy

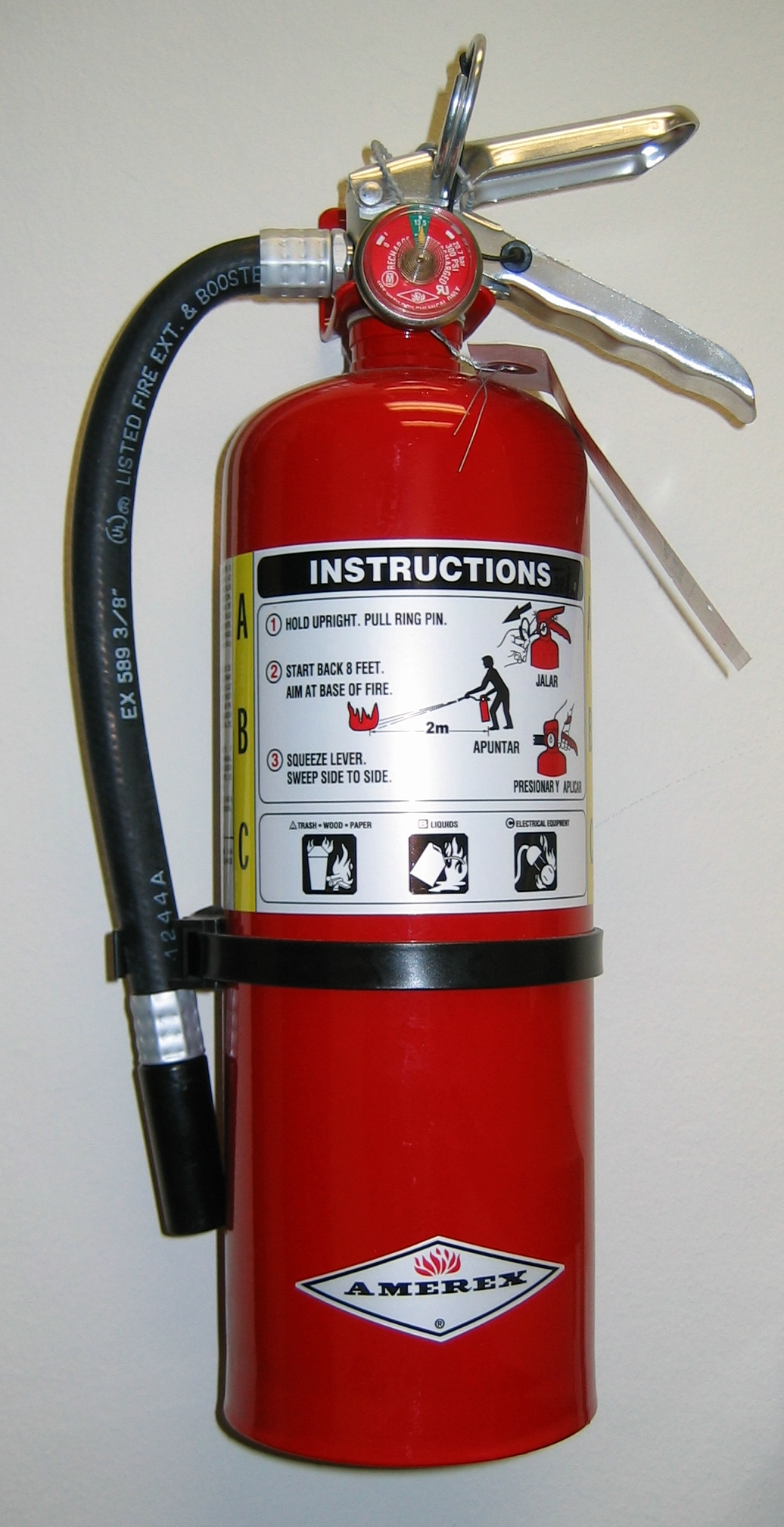

Bình chữa cháy là một thiết bị chữa cháy cầm tay, có tác dụng dập tắt hoặc kiểm soát các đám cháy nhỏ, thường trong trường hợp khẩn cấp. Bình chữa cháy thường chứa hóa chất khô, ướt hoặc chất khí. Bình chữa cháy được chia thành hai loại chính là loại chứa áp suất và loại có bình chứa khí riêng. Loại chứa áp suất là loại bình chữa cháy có chất đẩy và chất chữa cháy được chứa trong cùng một khoang. Chất đẩy có tác dụng đẩy chất chữa cháy ra ngoài khi cần thiết. Loại có bình chứa khí riêng là loại bình chữa cháy có chất chữa cháy và chất đẩy được chứa trong hai khoang riêng biệt. Khi cần sử dụng, người dùng sẽ bóp van để chất đẩy đẩy chất chữa cháy ra ngoài.

## Cách nhận biết
Thông thường thì đa số các bình chữa cháy tại Việt Nam được nhập khẩu từ Trung Quốc, trong đó phổ biến nhất là hai dạng bình bột chữa cháy và bình dạng khí CO2. Để nhận biết được hai loại bình này có nhiều cách khác nhau mà phần này chủ yếu phân tích về các phương pháp sử dụng thao tác thủ công bằng mắt thường.
1. Nhận biết bình chữa cháy bột: Phân biệt chính xác bằng mã bình thì bình bột dạng BC có mã hàng bắt đầu bởi MFZ-4/8/35, bình ABC có mã bình MFZL-4/8/35 với ký tự số là số ký bột bên trong bình tương ứng. Ngoại hình bên ngoài ta có thể thấy trên cổ bình có một cái đồng hồ để đo áp lực, do bên trong là bột khô và khí nén nên loại bình này hầu như đều có đồng hồ đo. Khi gõ một vật cứng vào bình bột sẽ không phát ra âm thanh do bên trong có chứa bột nên vỏ bình sẽ không vang tiếng. Ngoài ra bình bột có trọng lượng rất nhẹ, ví dụ như bình bột 4 kg thì tổng trọng lượng chỉ tầm 5,5 kg đến 6 kg. >> Thành phần chính trong bình chữa cháy dạng bột gồm khí đẩy và bột chữa cháy. Khí đẩy: là khí trơ không cháy, không dẫn điện ở điện áp dưới 50kV (kilovon), thường là N2,CO2,… Bột chữa cháy thường là NaHCO3. có màu trắng, mịn, chứa 80% NaHCO3. Bột NaHCO3 trong chất chữa cháy sẽ tác dụng với nhiệt trong đám cháy để sinh ra khí CO2 "làm ngạt" đám cháy. Khí CO2 sinh ra sẽ khiến cho vùng cháy xung quanh nó không đủ Oxy để cung cấp duy trì sự cháy, dẫn tới việc đám cháy tự tắt đi.
2. Nhận biết bình chữa cháy CO2: Bình khí CO2 có mã bình là MT-3/5/24 với ký tự chữ là mã bình và ký hiệu số đuôi là số kilogram khí nén bên trong. ngược lại với bình bột, bình co2 không có đồng hồ đo áp vì khí co2 hóa lỏng bên trong bình là hơi nước nên đồng hồ không đo được, cách kiểm tra bình khí thông dụng là cân trọng lượng. Vì ở dạng khí nên khi gõ vào bình co2 sẽ có tiếng vang của kim loại như leng keng hay boong boong. Bình CO2 có trọng lượng rất nặng so với chất chữa cháy ví dụ bình co2 3 kg thì tổng trọng lượng lên đến 10,5 kg đến 11 kg. >> Bên trong bình là khí CO2 nén ở dưới dạng lỏng. Khi phun ra loa phun có nhiệt độ -79 độ C, chính vì không được đùa nghịch với bình khí để tránh Bỏng lạnh. Phù hợp dập tắt các đám cháy chất rắn, chất lỏng và hiệu quả cao đối với đám cháy thiết bị điện, đám cháy trong phòng kín, buồng hầm. Cách sử dụng và thao tác đơn giản thuận tiện, hiệu quả.

## Lịch sử
Bình chữa cháy đầu tiên được ghi nhận và cấp bằng sáng chế là của Ambrose Godfrey phát minh ra năm 1723 tại Anh, ông cũng là một nhà hóa học nổi tiếng vào thời điểm đó. Bình gồm một thùng chất lỏng chữa cháy có chứa một khoang thuốc súng nhỏ. Nó được kết nối với một hệ thống cầu chì đánh lửa, làm nổ thuốc súng và phân tán dung dịch chữa cháy. Thiết bị này có lẽ được sử dụng ở một mức độ hạn chế, theo như Bradley's Weekly Messenger vào ngày 7 tháng 11 năm 1729 đề cập đến hiệu quả của nó trong việc ngăn chặn một đám cháy ở London.
Một bình chữa cháy áp suất di động, gọi là 'Extinceur' do Thuyền trưởng người Anh George William Manby phát minh và trình diễn vào năm 1816 trước 'Ủy viên phụ trách các vấn đề của Doanh trại'; nó gồm một bình đồng khoảng 13,6 lít chứa dung dịch kali cacbonat nén. Khi hoạt động nó sẽ đẩy chất lỏng trùm lên ngọn lửa.

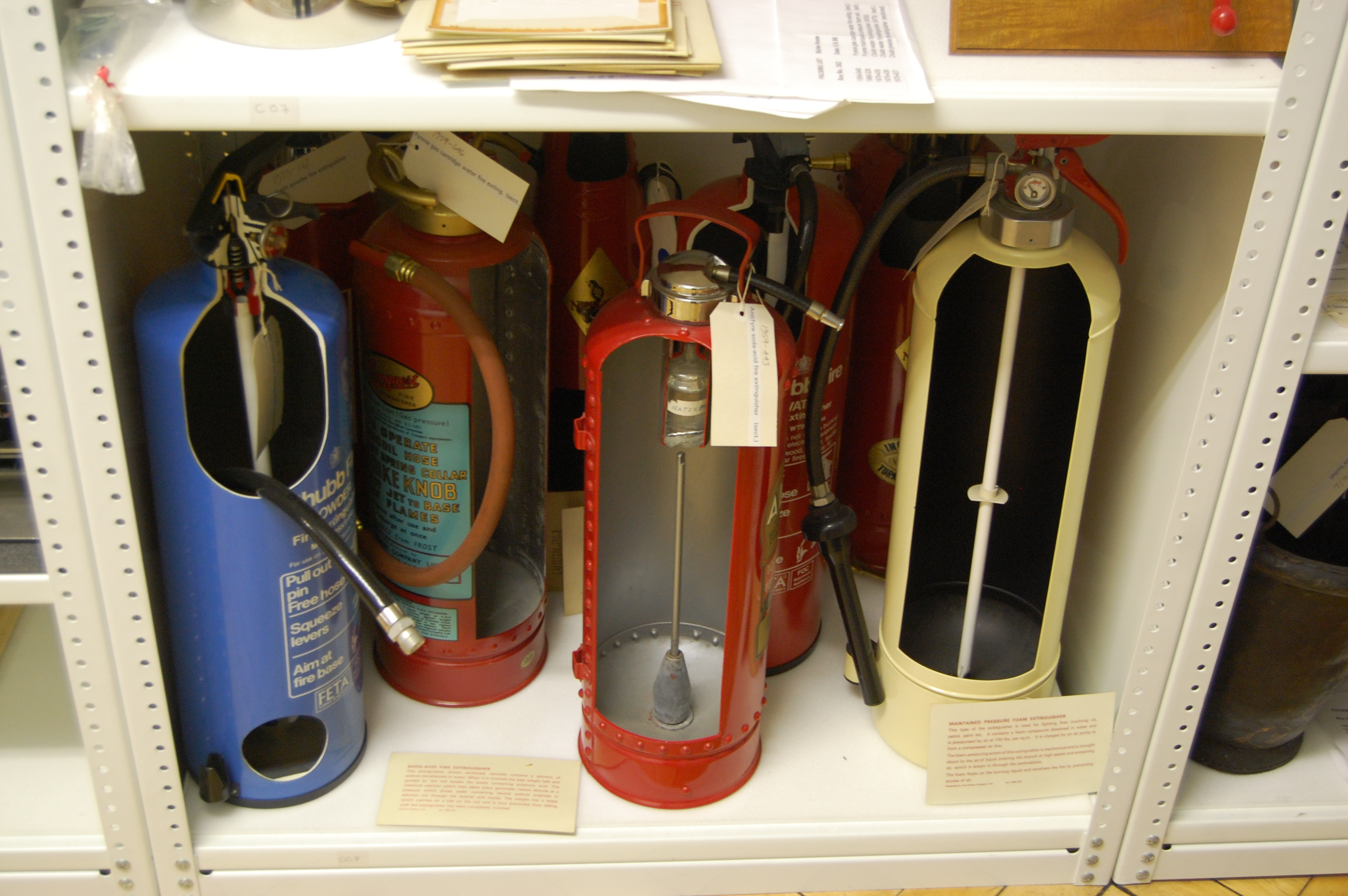
Các bình chữa cháy trong bảo tàng, được cắt ra để trưng bày hoạt động bên trong của chúng.
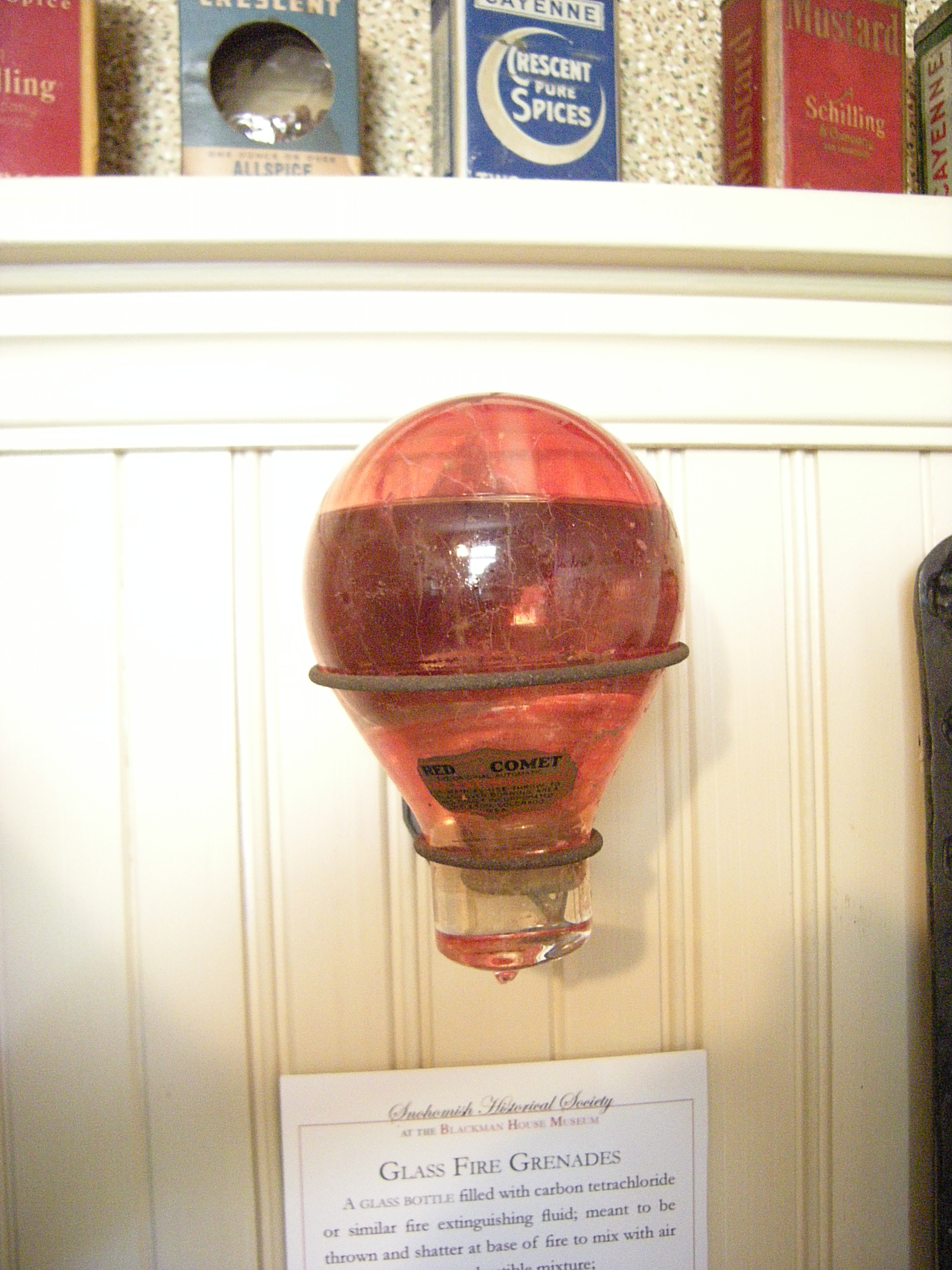
Một bình chữa cháy kiểu lựu đạn thủy tinh, để ném vào lửa.
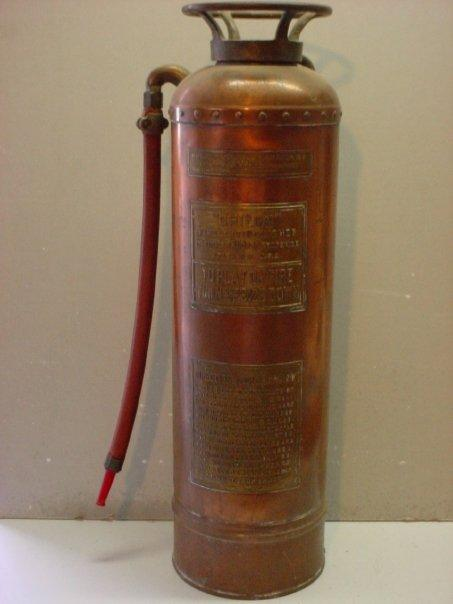
Bình chữa cháy bằng axit-sôđa, vỏ ở ngoài bằng đồng của Hoa Kỳ.
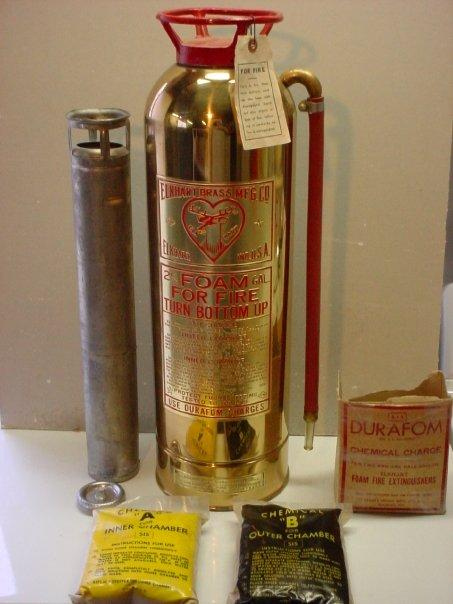
Một bình chữa cháy bằng bọt hóa học của Hoa Kỳ.
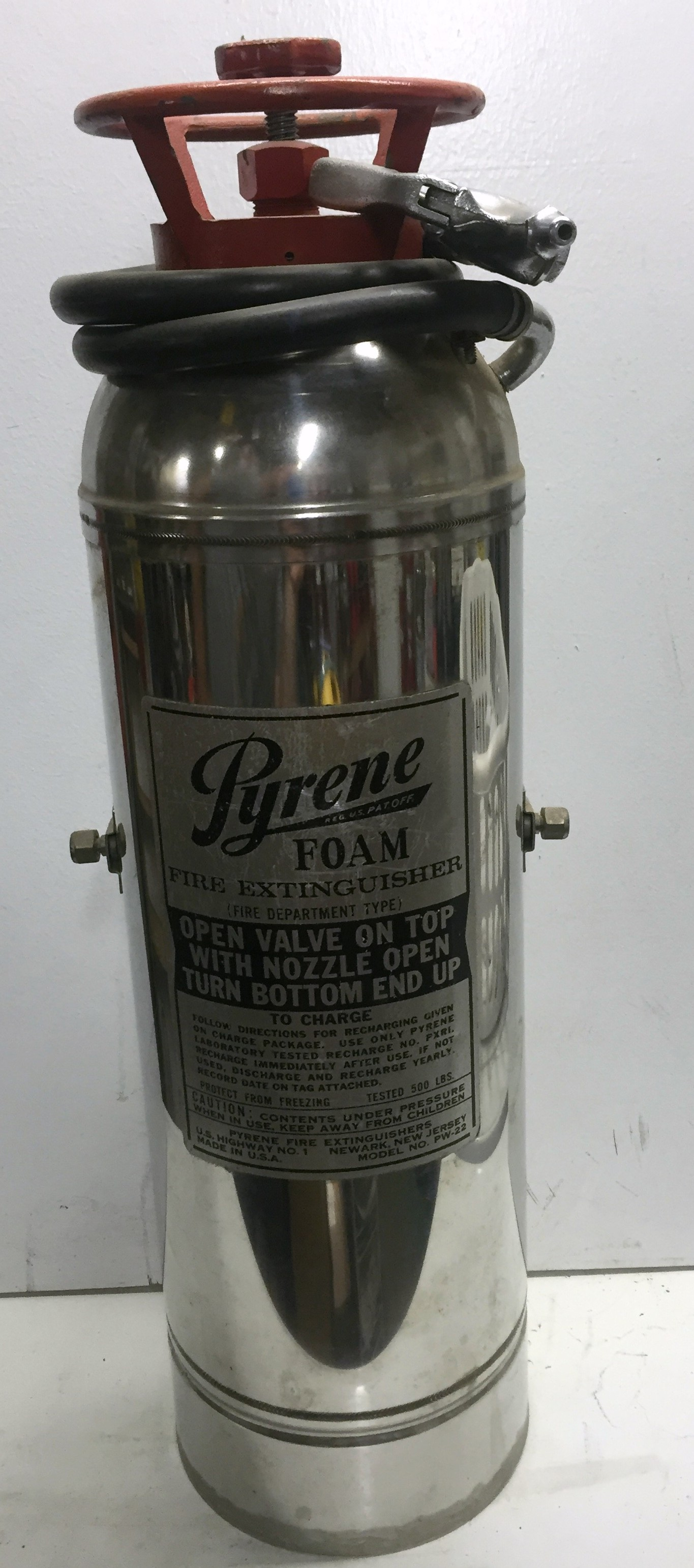
Bọt hóa học loại thiết bị pyrene, thập niên 1960
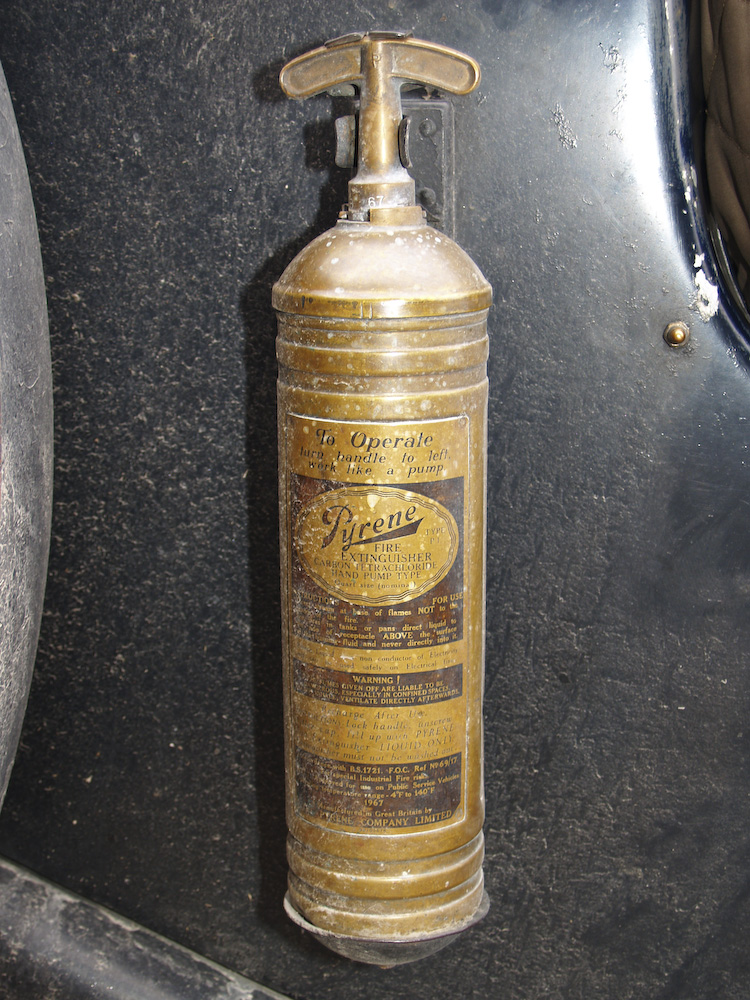
Bình chữa cháy Pyrene, đồng thau, cacbon tetraclorua.
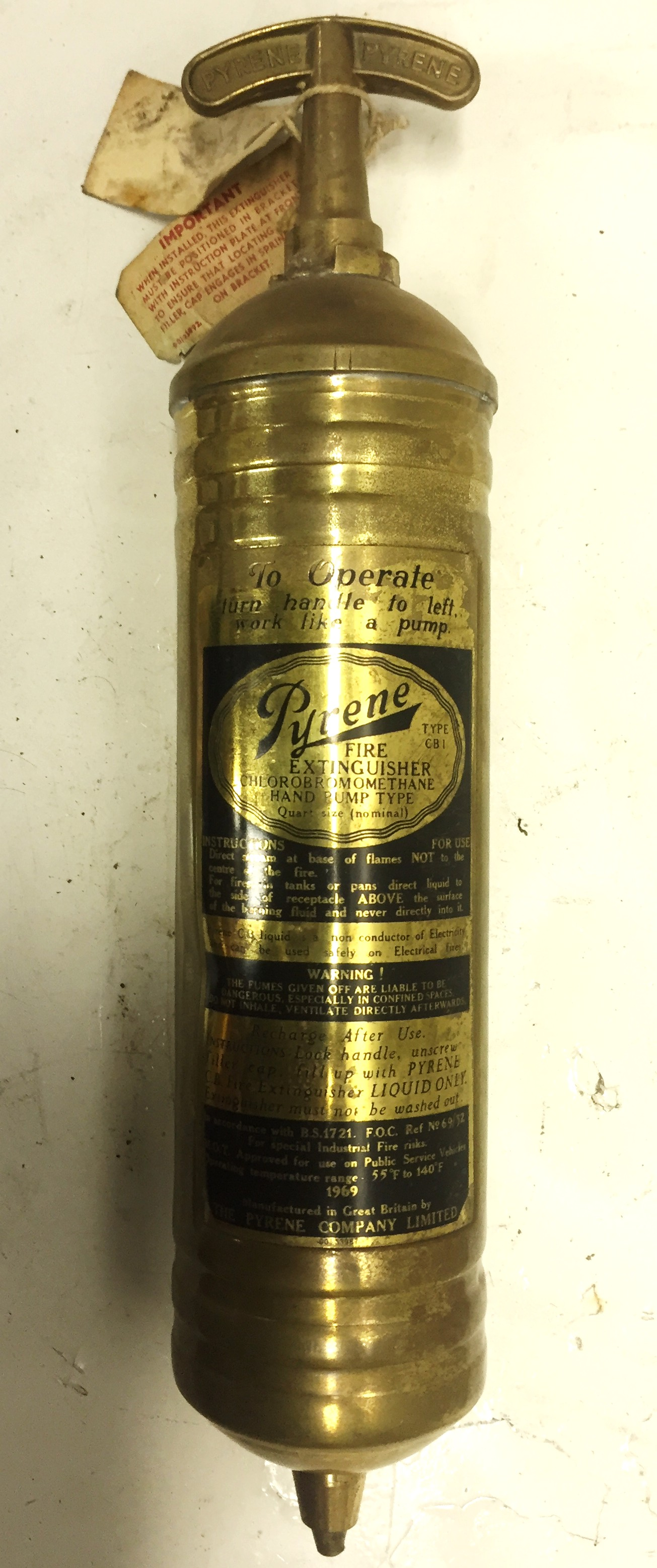
Pyrene 1 qt. clorobromomethane dạng bơm (CB hoặc CBM), thập niên 1960, Anh
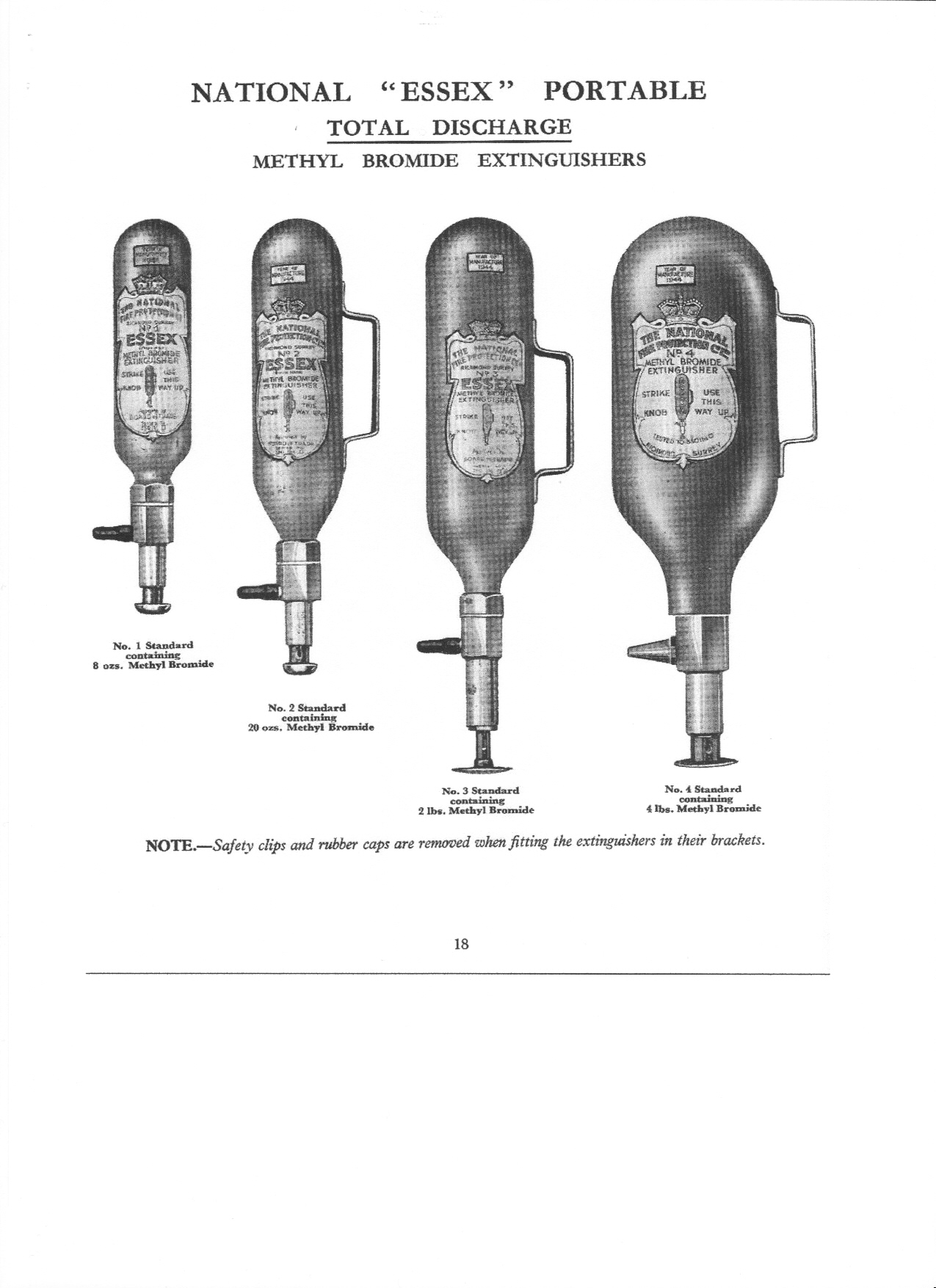
Bình chữa cháy National Bromomethan, Anh, thập niên 1930 –1940.
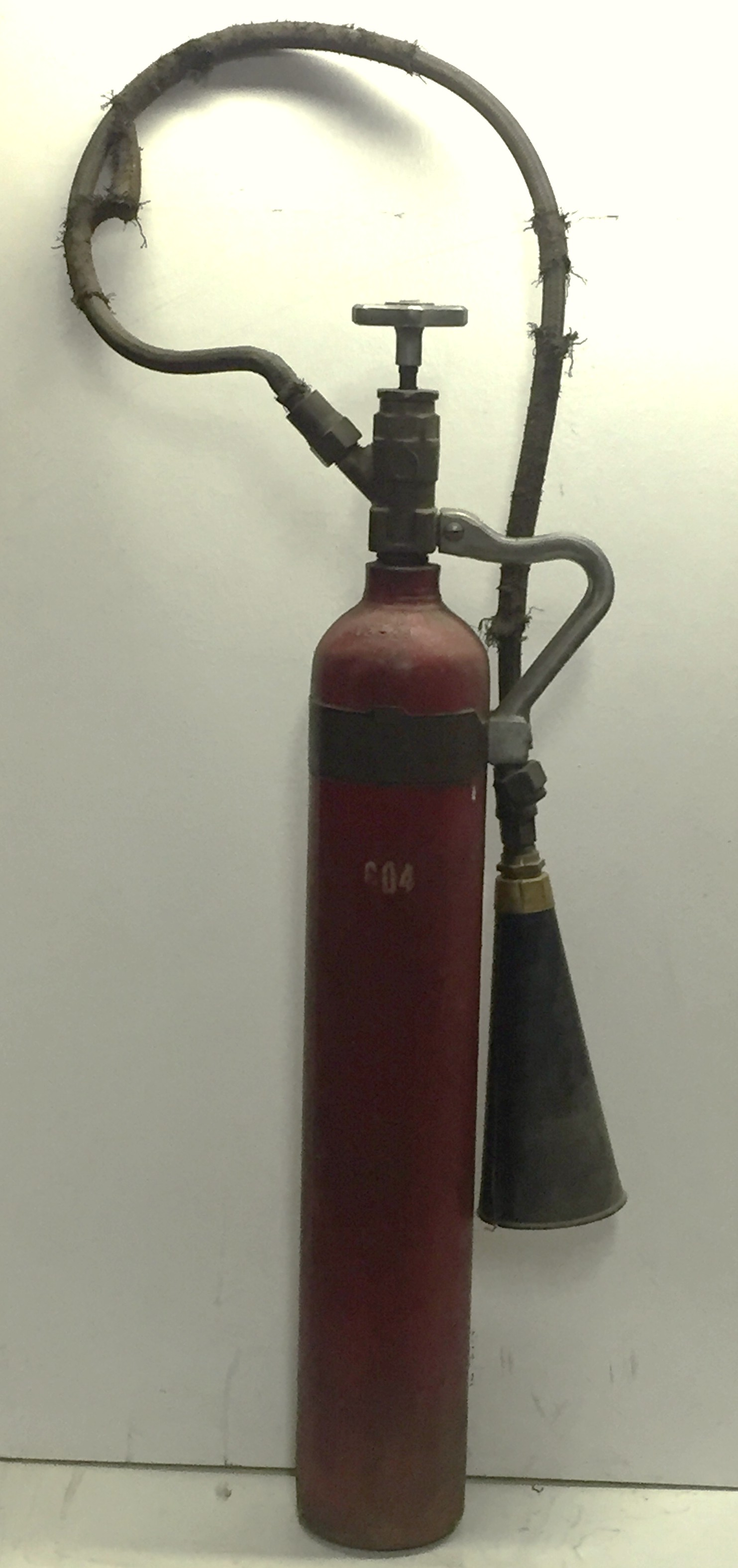
Bình chữa cháy CO2 Bell Telephone do Walter Kidde chế tạo năm 1928.
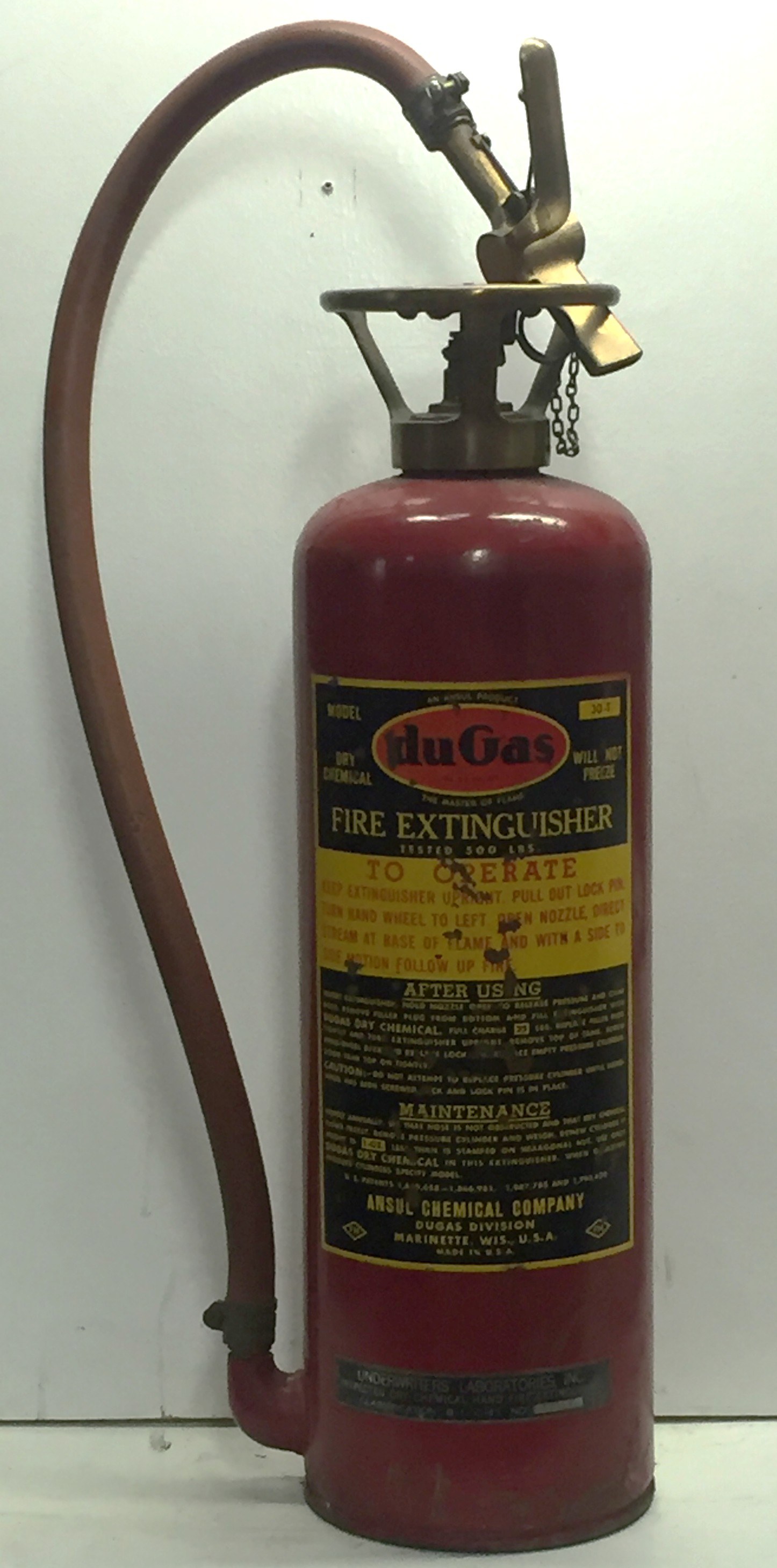
Bình chữa cháy hóa chất khô hoạt động bằng hộp khí Du, năm 1945.
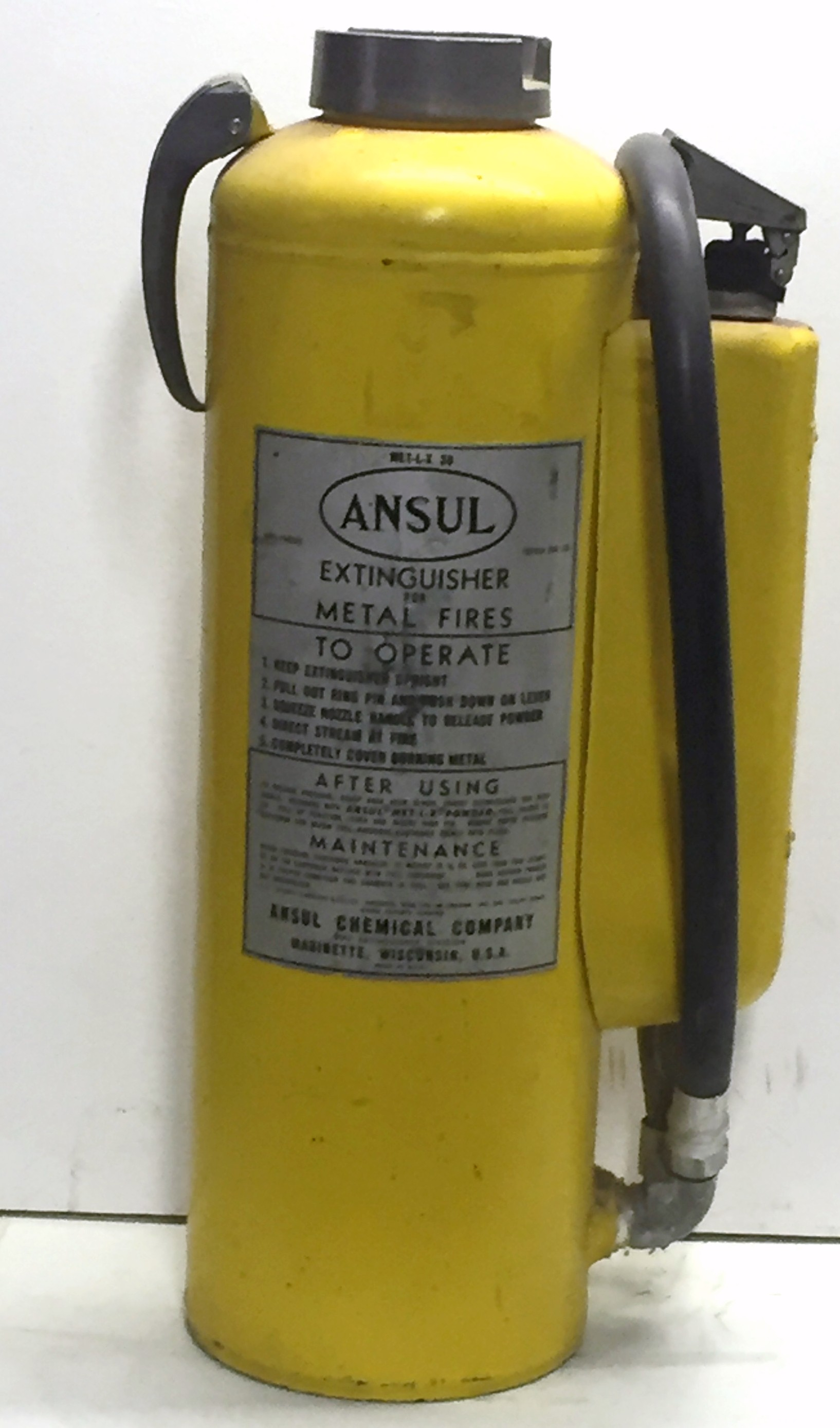
Bình chữa cháy bột khô hoạt động bằng hộp băng Ansul Met-L-X dành cho đám cháy cấp D, thập niên 1950.

## Các loại chất chữa cháy

### Hóa chất khô
Đây là một tác nhân dạng bột, chữa cháy bằng cách tách ba phần của tam giác lửa. Nó ngăn chặn các phản ứng hóa học liên quan đến nhiệt, nhiên liệu và oxy, do đó dập tắt đám cháy. Trong quá trình đốt, nhiên liệu bị phân hủy thành gốc tự do, là những mảnh phân tử có hoạt tính cao phản ứng với oxy. Các chất trong bình chữa cháy hóa chất khô có thể ngăn chặn quá trình này.

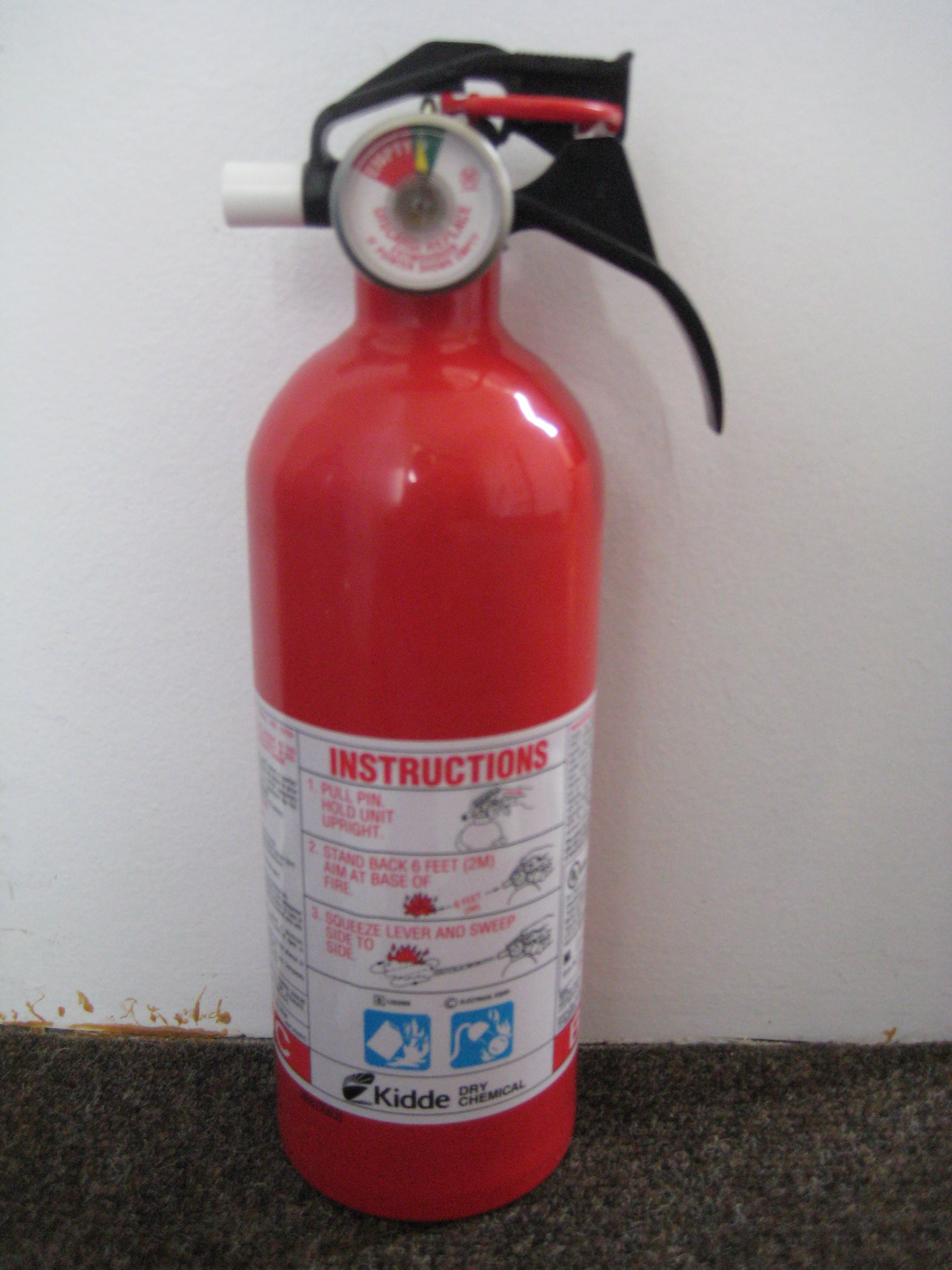
Bình hóa chất khô natri bicacbonat nhỏ, dùng một lần, dành cho nhà bếp gia đình.
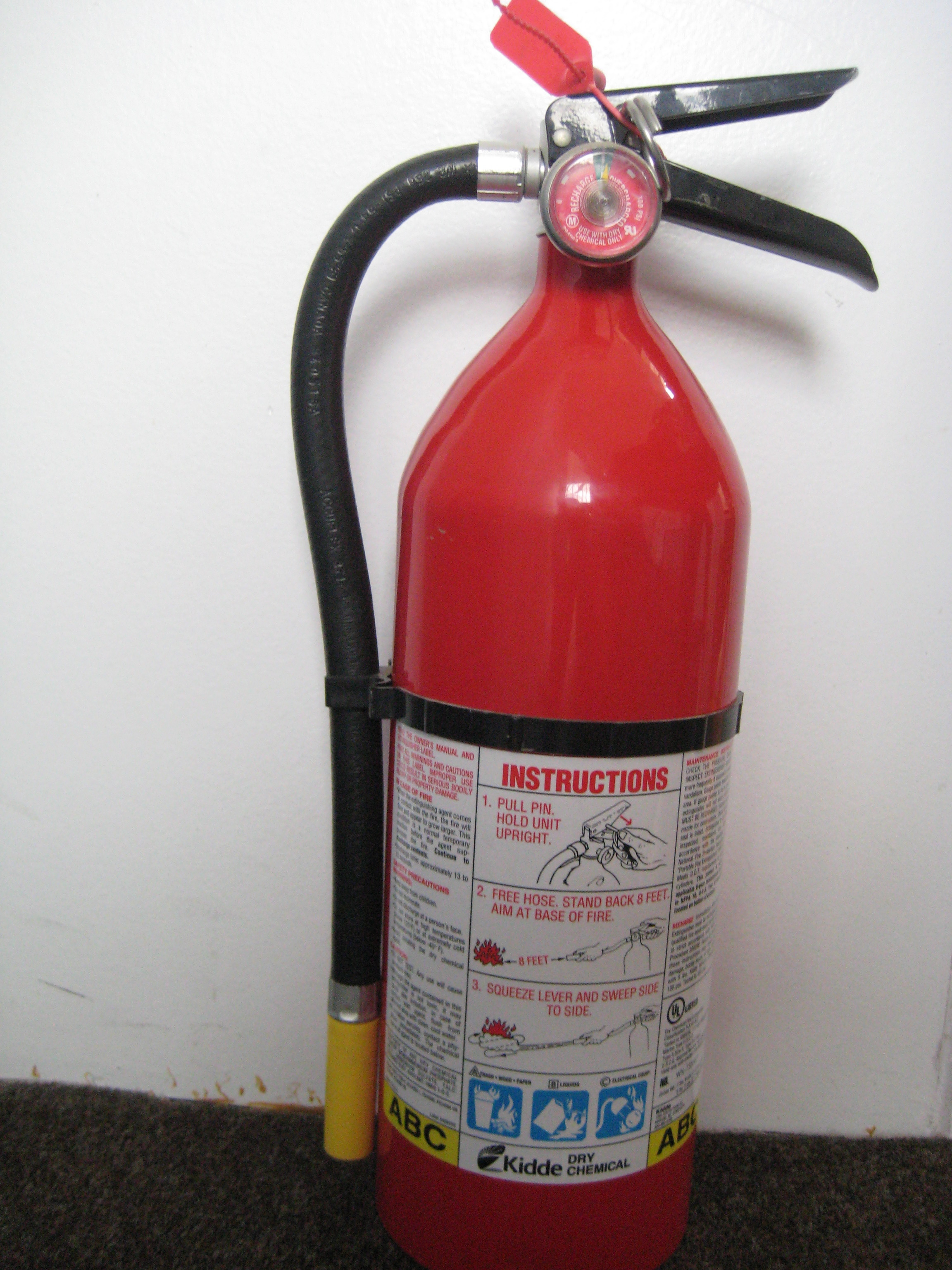
Một bình chữa cháy hóa chất khô điển hình chứa 5 lb (2,3 kg). hóa chất  monoamoni photphat.
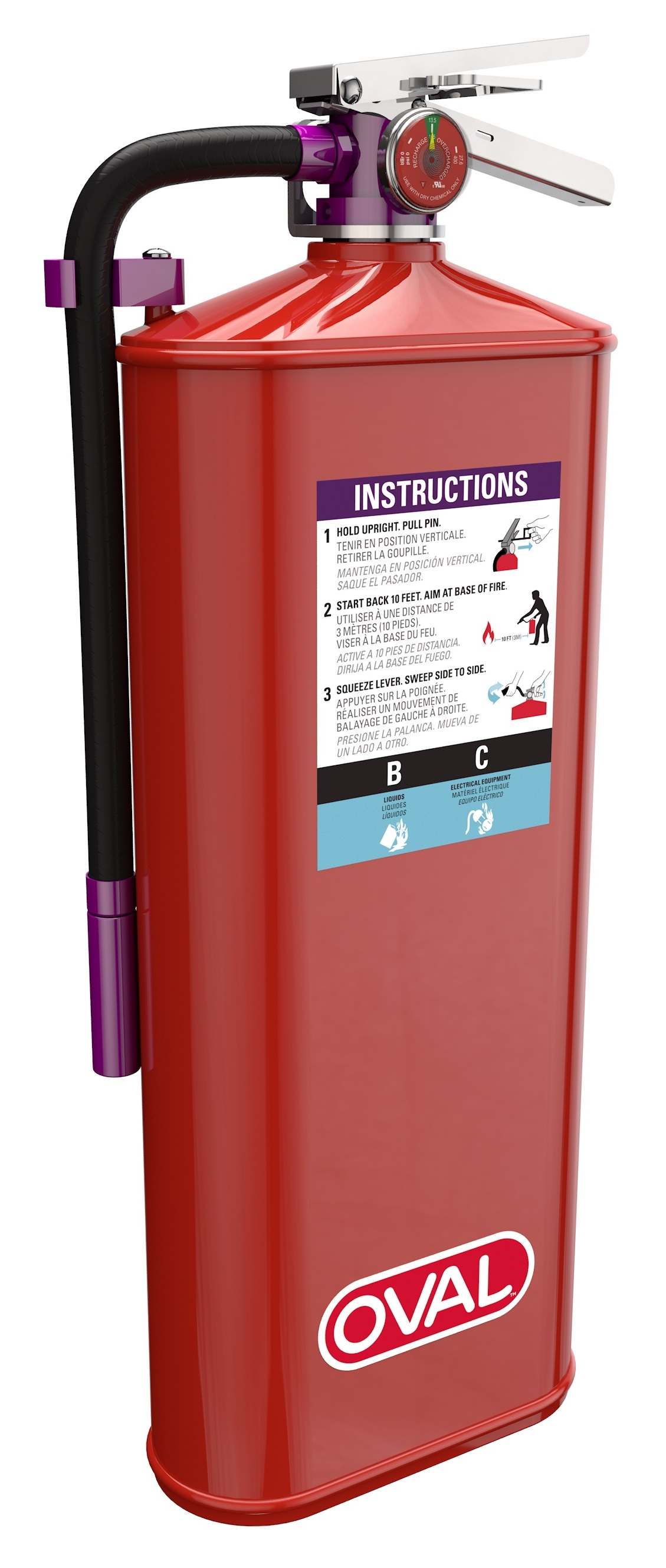
Một bình chữa cháy K tím với áp suất lưu trữ 10 lb (4,5 kg)
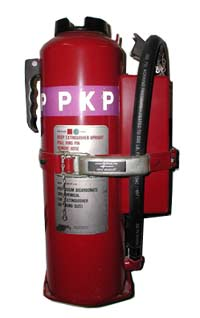
Bình chữa cháy hóa chất khô màu tím-K (kali bicacbonat) 18 lb (8,2 kg) của Hải quân Hoa Kỳ vận hành bằng hộp băng.
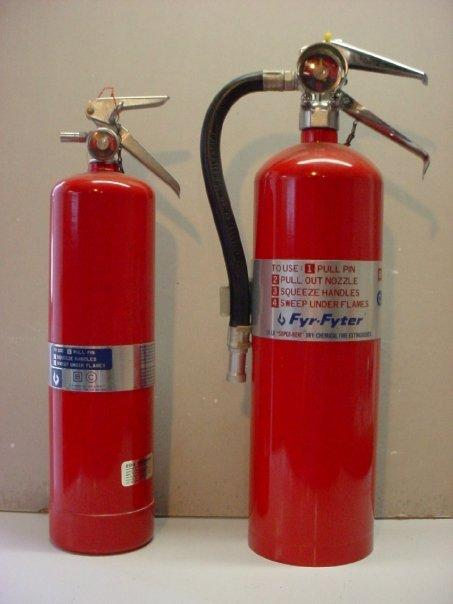
Hai bình chữa cháy Super-K (kali clorua).
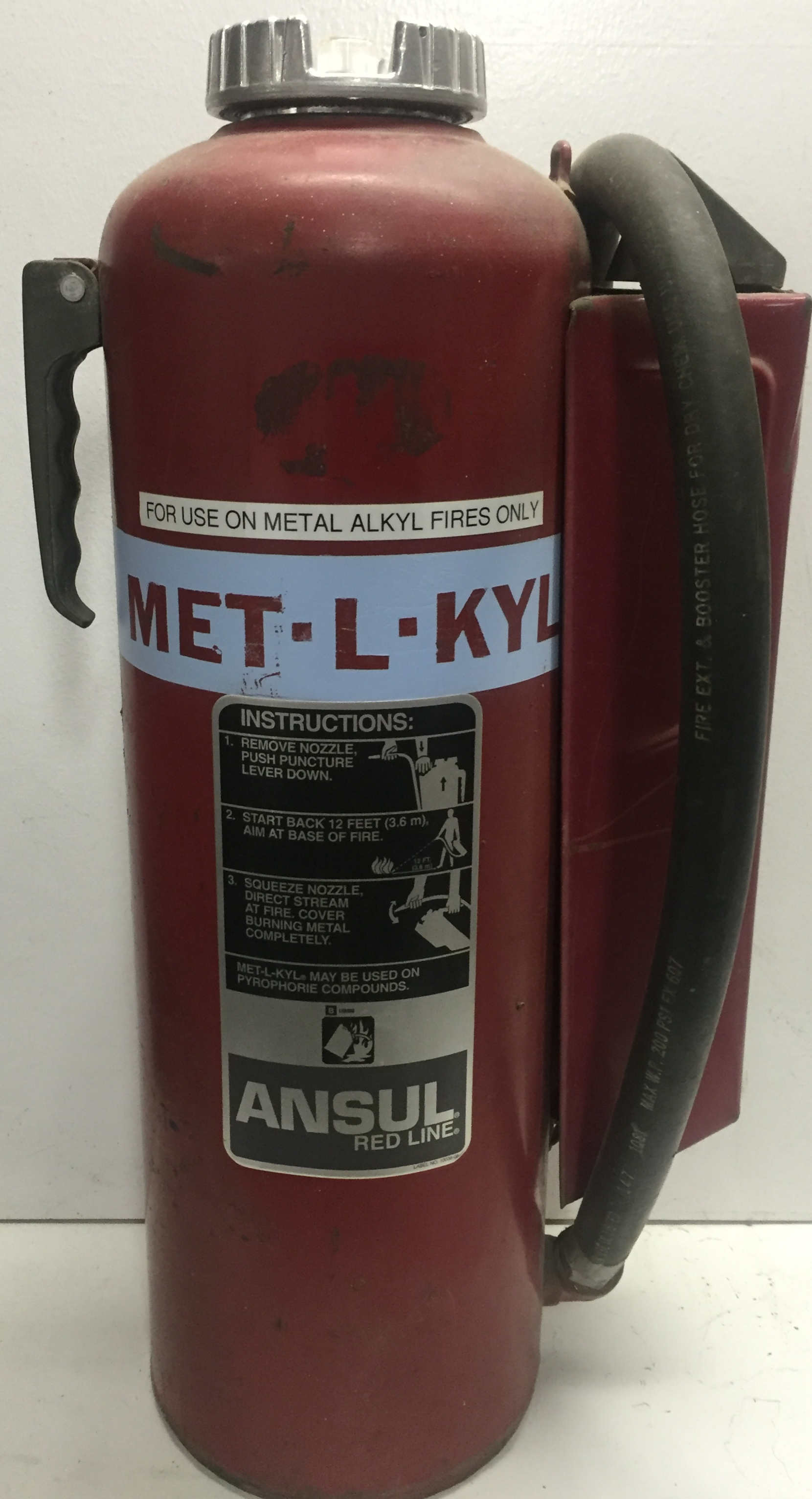
Bình chữa cháy hoạt động bằng hộp băng Met-L-Kyl dùng cho đám cháy chất lỏng pyrophoric.

### Bọt
Được dùng cho các đám cháy nhiên liệu ở dạng được hút (trộn và phình to với không khí trong ống nhánh) hoặc dạng không phân tách để tạo ra một lớp bọt hoặc bịt kín nhiên liệu, ngăn cản oxy tiếp cận nó. Không giống như bột, bọt có thể được sử dụng để dập tắt dần các đám cháy mà không cần bồi thêm.

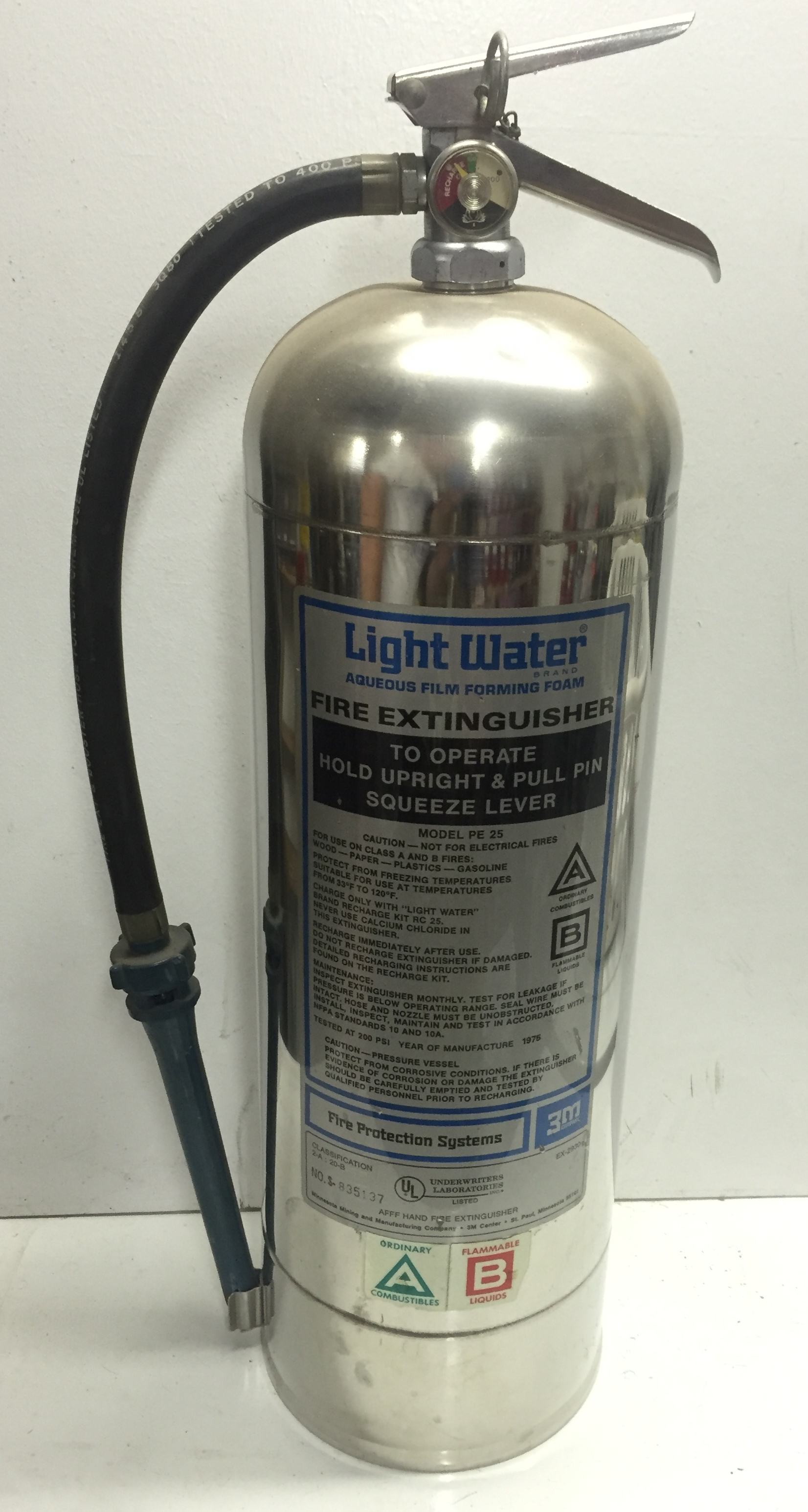
Bình chữa cháy bọt AFFF nhẹ, thập niên 1970
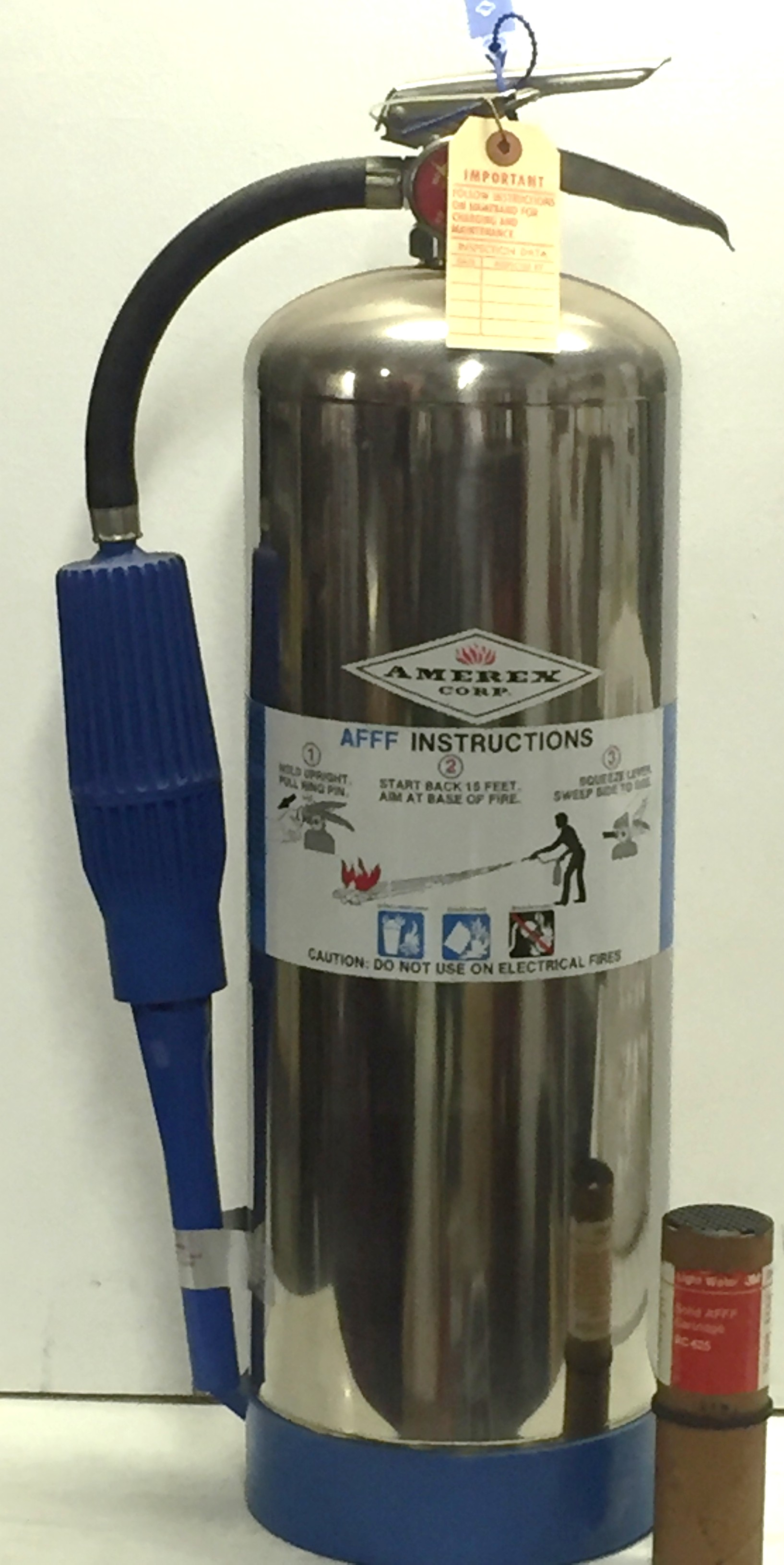
Bình chữa cháy AFFF sạc rắn Amerex, thập niên 1980 (lỗi thời)
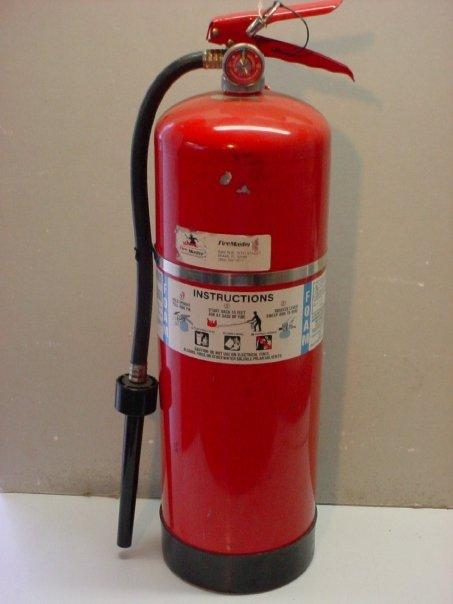
Một bình chữa cháy bọt AFFF 1⁄2-gallon USCG 2,5 gal Mỹ (9,5 lít)

### Nước
Nước làm mát vật liệu cháy và rất hiệu quả trong việc chống cháy đồ đạc, vải vóc, v.v. (kể cả đám cháy ở sâu). Các bình chữa cháy gốc nước không thể sử dụng trong các đám cháy có nguồn năng lượng như điện hoặc đám cháy chất lỏng dễ cháy.

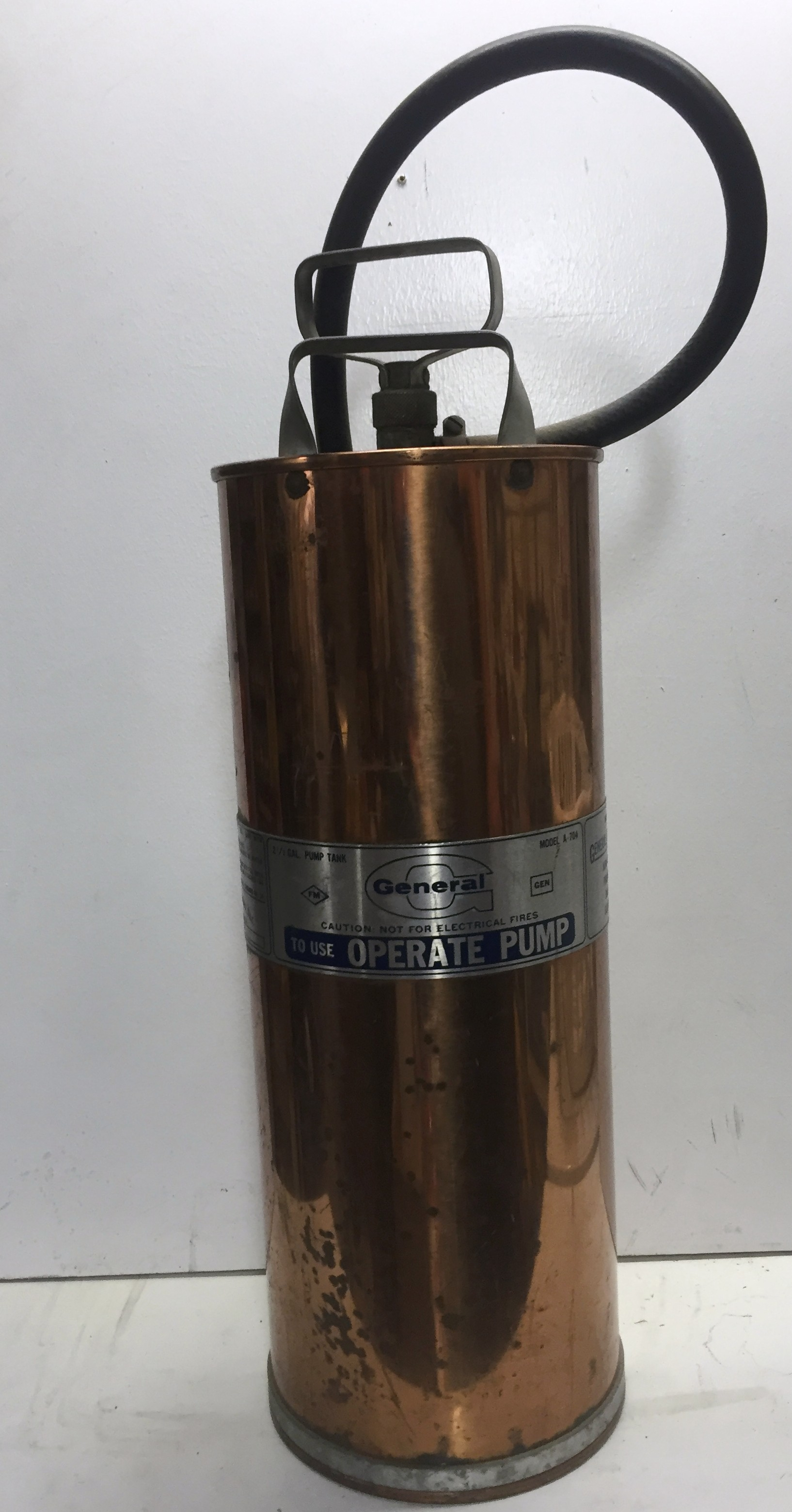
Bình chữa cháy nước kiểu máy bơm thông thường 2,5 gal, thập niên 1960, Hoa Kỳ
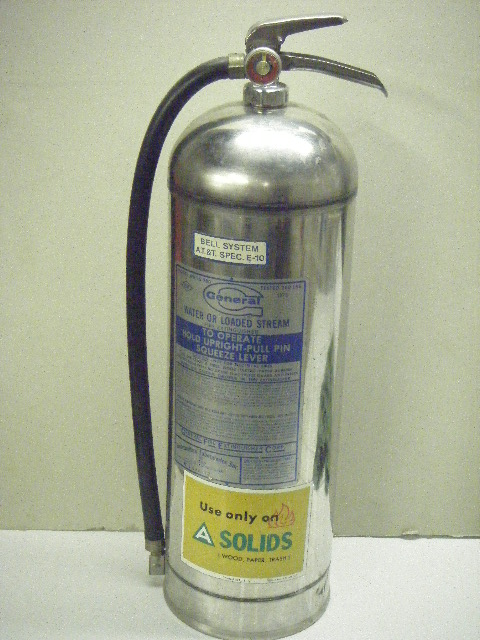
Bình chữa cháy áp lực nước lưu trữ
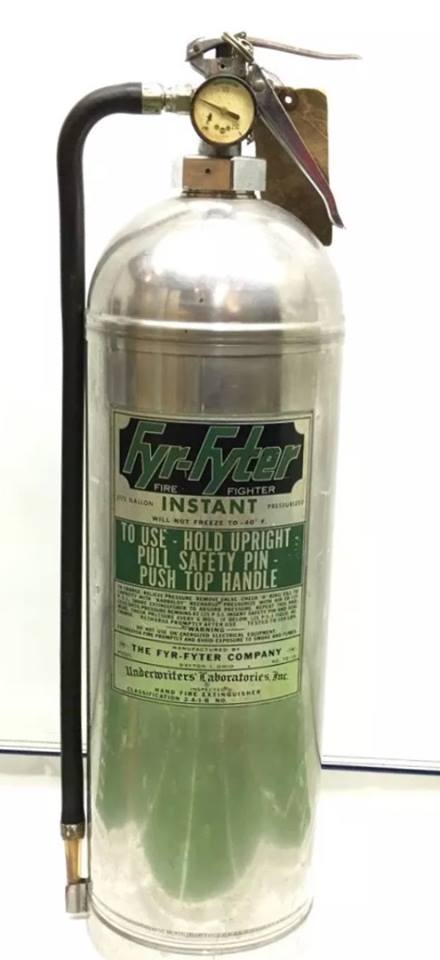
Bình chữa cháy dòng nạp áp suất lưu trữ
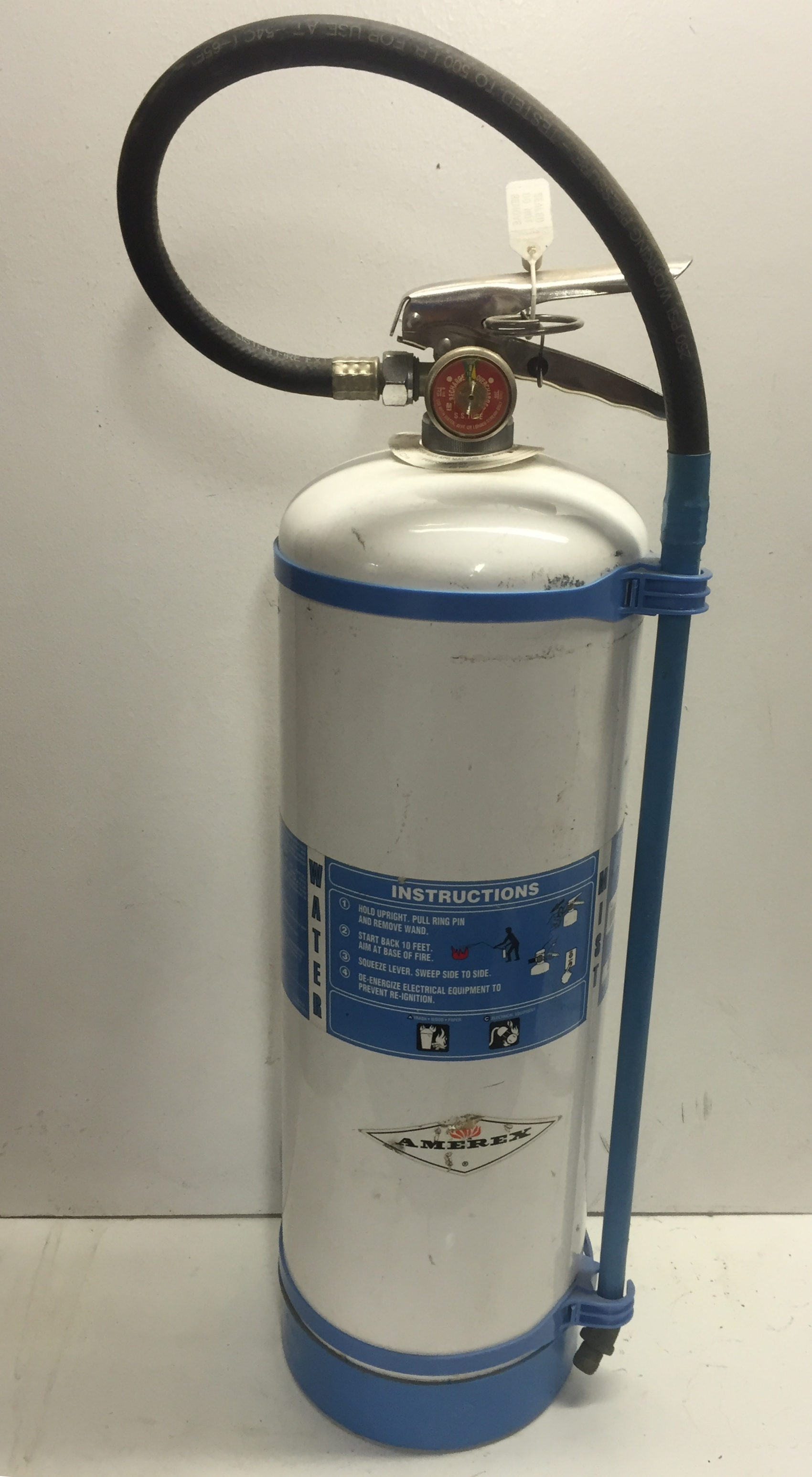
Bình chữa cháy phun sương 2,5 gallon nước cho các cơ sở y tế và MRI
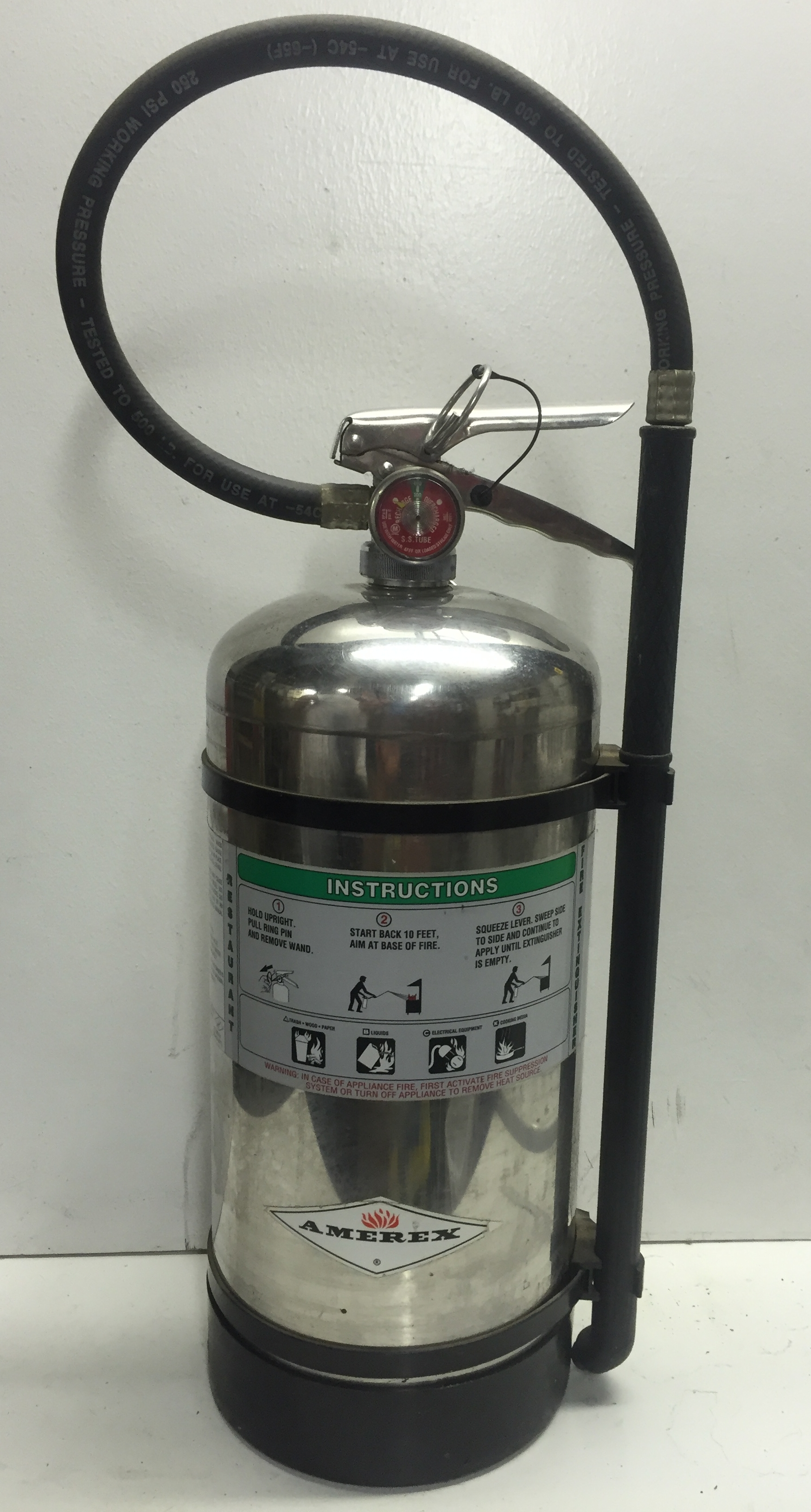
Bình chữa cháy hóa chất ướt 6 lít dùng trong nhà bếp thương mại
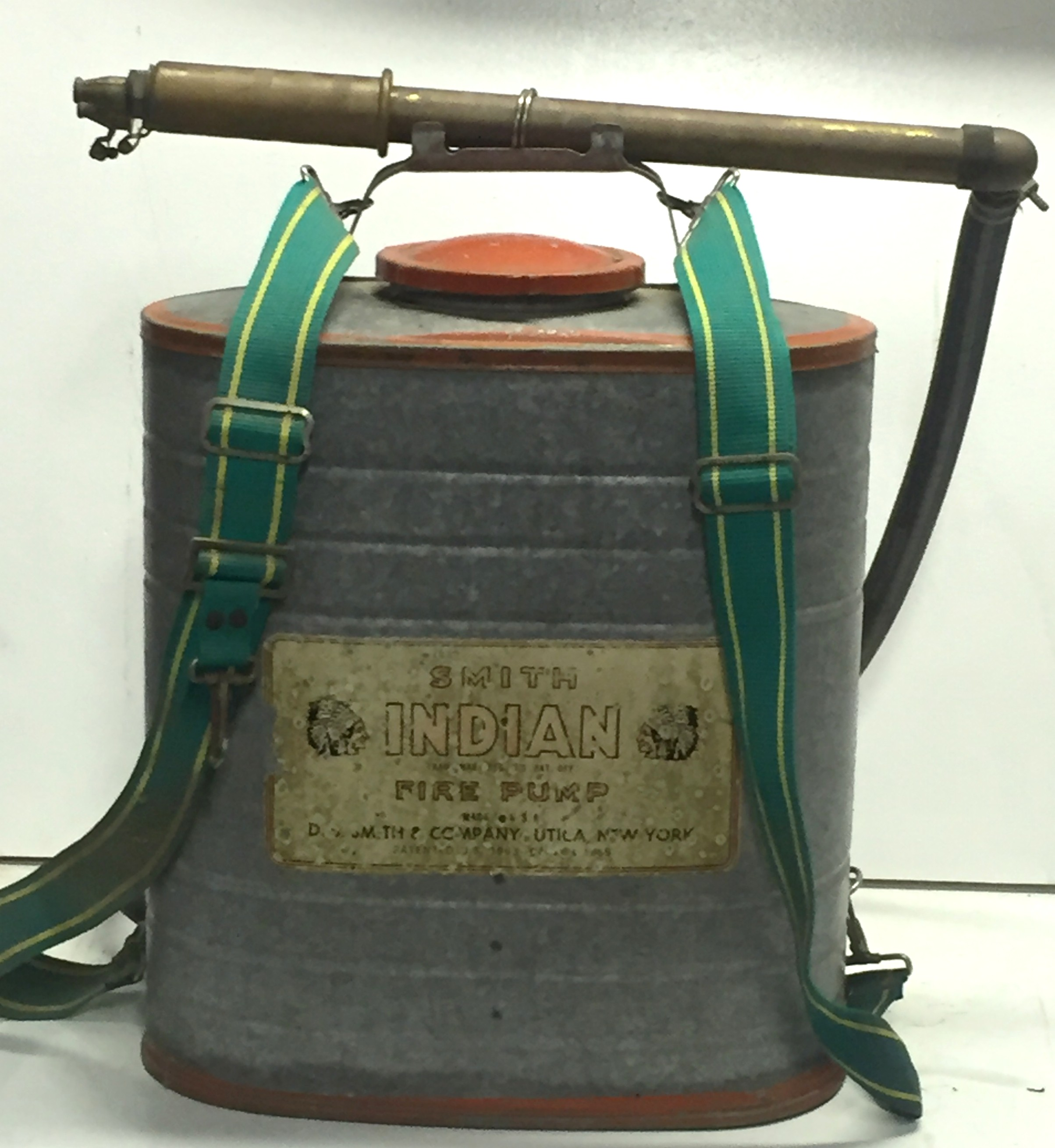
Bình ba lô bơm dùng để chữa cháy vùng hoang dã 5-gal của Ấn Độ, Hoa Kỳ